# Mateusz Klich
Mateusz Andrzej Klich (ur. 13 czerwca 1990 w Tarnowie) – polski piłkarz, występujący na pozycji pomocnika w polskim klubie Cracovia, były reprezentant Polski. Uczestnik Mistrzostw Europy 2020.

## Kariera klubowa
Mateusz Klich piłkarską karierę rozpoczynał w Tarnovii Tarnów. Na pierwsze treningi zespołu zaczął przychodzić mając 9 lat. W 2003 roku trafił do Cracovii. W rozgrywkach juniorskich imponował dobrą techniką, przeglądem pola oraz umiejętnością zwalniania i przyspieszania tempa. W sezonie 2007/2008 dołączył do kadry drużyny Młodej Ekstraklasy, w której rozegrał sześć meczów.
Przed sezonem 2008/2009  został włączony do pierwszego zespołu Cracovii. Zadebiutował w nim 8 lipca 2008 w sparingowym meczu z Varteksem Varaždin. Jego zespół przegrał to spotkanie 1:3, a on asystował przy honorowej bramce, strzelonej przez Jakuba Kaszubę. 7 listopada w pojedynku z GKS-em Bełchatów po raz pierwszy wybiegł na boiska Ekstraklasy. Do końca rozgrywek jeszcze siedmiokrotnie wystąpił w meczach najwyższego szczebla rozgrywek w Polsce. Dwunastokrotnie wystąpił również w spotkaniach Młodej Ekstraklasy.
Na początku sezonu 2009/2010 występował w zespole Młodej Ekstraklasy. We wrześniowym meczu Ekstraklasy z Ruchem Chorzów na murawie pojawił się w 77. minucie. Od następnej kolejki regularnie zaczął występować w pierwszym zespole Cracovii. Pod koniec listopada strzelił swoją pierwszą bramkę na ligowych boiskach. W spotkaniu z Piastem Gliwice pokonał bramkarza rywali strzałem z ponad dwudziestu metrów.
14 czerwca 2011 podpisał trzyletni kontrakt z niemieckim klubem VfL Wolfsburg.
W styczniu 2013 został wypożyczony na pół roku do holenderskiego PEC Zwolle. W Eredivisie zadebiutował 10 lutego 2013 w zremisowanym 1:1 spotkaniu z FC Twente, natomiast 2 marca 2013 w meczu z Willem II Tilburg (2:0) strzelił swojego pierwszego gola w tej lidze. Po zakończeniu sezonu, który zakończył z dorobkiem 2 goli i 2 asyst w 14 występach, został definitywnie wykupiony przez Zwolle. 20 kwietnia 2014 zdobył z tą drużyną Puchar Holandii, pokonując w finale 5:1 zespół Ajaksu. Ogółem w sezonie 2013/2014 wystąpił w 34 meczach Zwolle, strzelając 4 bramki i notując 10 asyst. Po tym sezonie Wolfsburg postanowił odkupić zawodnika, który po powrocie do Niemiec nie zdołał przebić się do składu pierwszej drużyny i występował jedynie w rezerwach.

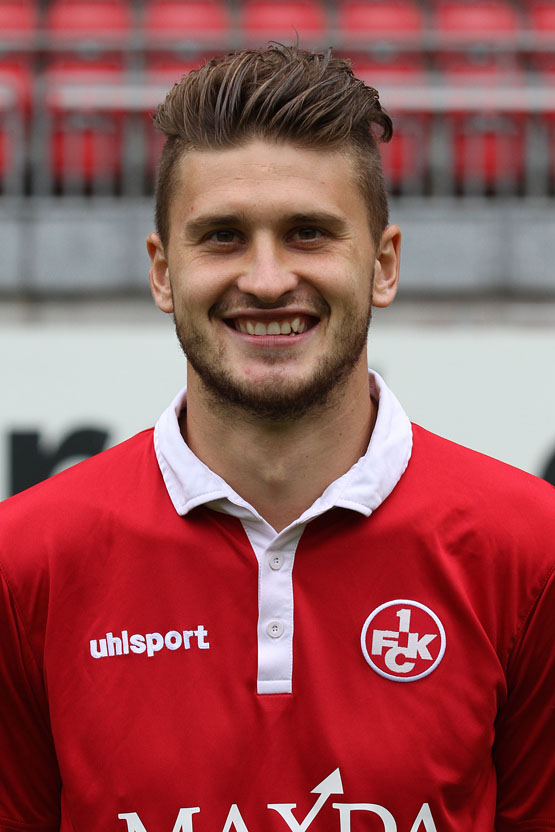
Klich jako piłkarz 1. FC Kaiserslautern w 2015

Na początku stycznia 2015 związał się z 1. FC Kaiserslautern umową obowiązującą do 30 czerwca 2018. 14 lutego 2015 zadebiutował w barwach Kaisers w 2. Fußball-Bundeslidze w wygranym 1:0 meczu z VfR Aalen. 4 kwietnia 2015 w ligowym meczu z 1. FC Heidenheim strzelił bramkę, a także zaliczył asystę, przyczyniając się do wygranej swojej drużyny 4:2. Była to jego pierwsza bramka dla Kaiserslautern. W sezonie 2014/2015 zagrał w 5 spotkaniach niemieckiej drużyny, strzelając jedną bramkę. W kolejnym sezonie zanotował łącznie 18 występów, w których strzelił 3 gole i uzyskał 1 asystę.
26 sierpnia 2016 powrócił do Holandii i podpisał trzyletni kontrakt z FC Twente. W klubie zadebiutował 10 września 2016 w meczu 2. kolejki Eredivisie przeciwko Heerenveen. Pierwszego gola dla Twente zdobył 2 października 2016, skutecznie egzekwując rzut karny w ligowym meczu z Heraclesem Almelo. W Enschede w sezonie 2016/2017 rozegrał łącznie 30 meczów (wszystkie w podstawowym składzie), w których strzelił 6 bramek i zanotował 4 asysty. Ponadto pięciokrotnie wyprowadzał holenderską drużynę na boisko jako kapitan.
23 czerwca 2017 podpisał trzyletni kontrakt z angielskim drugoligowym klubem Leeds United. W Championship zadebiutował 19 sierpnia 2017 w wygranym 2:0 meczu z Sunderlandem. Biorąc pod uwagę wszystkie rozgrywki, w sezonie 2017/2018 rozegrał łącznie 10 spotkań w barwach Leeds United.
22 stycznia 2018 został wypożyczony na pół roku do holenderskiego klubu FC Utrecht. Zadebiutował 4 lutego 2018 w ligowym meczu z SBV Excelsior (2:2). 6 maja 2018 zdobył debiutancką bramkę w barwach Utrechtu zapewniając swojej drużynie zwycięstwo nad Venlo (1:0). Wypożyczenie zakończył z 16 występami, podczas których strzelił 1 bramkę i zanotował 3 asysty; po zakończeniu sezonu powrócił do Leeds United.
Nowy sezon Klich rozpoczął jako podstawowy zawodnik zespołu Marcelo Bielsy i 5 sierpnia 2018, w meczu 1. kolejki Championship ze Stoke City (3:1), zdobył swoją pierwszą bramkę w barwach angielskiego klubu.
W sezonie 2019/2020 wywalczył z Leeds United awans do Premier League. Pierwszy mecz w Premier League rozegrał 12 września 2020 z Liverpoolem na Anfield, strzelając bramkę na 3:3.
13 sierpnia 2025 ogłoszony został jego transfer do Cracovii, tym samym po 14 latach powrócił do krakowskiego klubu.

## Kariera reprezentacyjna
Klich grał w reprezentacji Polski U-18, w której zaliczył pięć spotkań. W kadrze U-19 wystąpił m.in. w wygranym 1:0 towarzyskim meczu z Litwą, zmieniając na początku drugiej połowy Ariela Borysiuka. Dwa dni później zagrał przez pełne 90 minut w rewanżu, w którym Polacy zwyciężyli 3:0, a on strzelił jedną z bramek. W październiku wystąpił w wygranym 2:1 meczu eliminacyjnym do mistrzostw Europy z Czarnogórą. W listopadzie 2009 został po raz pierwszy powołany – jako zawodnik rezerwowy – do reprezentacji U-21. 5 czerwca 2011 zadebiutował w dorosłej reprezentacji w meczu z Argentyną wygranym 2:1. Wszedł w 89. minucie spotkania. Został powołany przez selekcjonera reprezentacji Polski Waldemara Fornalika na mecz towarzyski z Danią. Wyszedł w podstawowej jedenastce i już w 4. minucie strzelił swojego pierwszego gola w reprezentacji. 
Pozytywny wynik testu na COVID-19 spowodował, że nie wziął udziału we wrześniowych meczach piłkarskiej reprezentacji Polski w eliminacjach mistrzostw świata.

## Statystyki kariery klubowej
(aktualne na dzień 4 stycznia 2023)
| Klub                 | Sezon              | Liga               | Liga  | Liga   | Puchar kraju | Puchar kraju | Puchar ligi | Puchar ligi | Europa | Europa | Inne  | Inne   | Suma  | Suma   |
| Klub                 | Sezon              | Liga               | Mecze | Bramki | Mecze        | Bramki       | Mecze       | Bramki      | Mecze  | Bramki | Mecze | Bramki | Mecze | Bramki |
| -------------------- | ------------------ | ------------------ | ----- | ------ | ------------ | ------------ | ----------- | ----------- | ------ | ------ | ----- | ------ | ----- | ------ |
| Cracovia             | 2008/09            | Ekstraklasa        | 8     | 0      | —            | —            | —           | —           | —      | —      | —     | —      | 8     | 0      |
| Cracovia             | 2009/10            | Ekstraklasa        | 21    | 1      | —            | —            | —           | —           | —      | —      | —     | —      | 21    | 1      |
| Cracovia             | 2010/11            | Ekstraklasa        | 27    | 4      | 2            | 0            | —           | —           | —      | —      | —     | —      | 29    | 4      |
| Cracovia             | Ogólnie            | Ogólnie            | 56    | 5      | 2            | 0            | 0           | 0           | 0      | 0      | 0     | 0      | 58    | 5      |
| VfL Wolfsburg        | 2011/12            | Bundesliga         | —     | —      | —            | —            | —           | —           | —      | —      | —     | —      | 0     | 0      |
| VfL Wolfsburg        | 2012/13            | Bundesliga         | —     | —      | —            | —            | —           | —           | —      | —      | —     | —      | 0     | 0      |
| VfL Wolfsburg        | Ogólnie            | Ogólnie            | 0     | 0      | 0            | 0            | 0           | 0           | 0      | 0      | 0     | 0      | 0     | 0      |
| PEC Zwolle (wyp.)    | 2012/13            | Eredivisie         | 13    | 2      | 1            | 0            | —           | —           | —      | —      | —     | —      | 14    | 2      |
| PEC Zwolle           | 2013/14            | Eredivisie         | 30    | 4      | 4            | 0            | —           | —           | —      | —      | —     | —      | 34    | 4      |
| PEC Zwolle           | Ogólnie            | Ogólnie            | 43    | 6      | 5            | 0            | 0           | 0           | 0      | 0      | 0     | 0      | 48    | 6      |
| VfL Wolfsburg        | 2014/15            | Bundesliga         | —     | —      | —            | —            | —           | —           | —      | —      | —     | —      | 0     | 0      |
| VfL Wolfsburg        | Ogólnie            | Ogólnie            | 0     | 0      | 0            | 0            | 0           | 0           | 0      | 0      | 0     | 0      | 0     | 0      |
| 1. FC Kaiserslautern | 2014/15            | 2. Bundesliga      | 5     | 1      | —            | —            | —           | —           | —      | —      | —     | —      | 5     | 1      |
| 1. FC Kaiserslautern | 2015/16            | 2. Bundesliga      | 16    | 3      | 2            | 0            | —           | —           | —      | —      | —     | —      | 18    | 3      |
| 1. FC Kaiserslautern | Ogólnie            | Ogólnie            | 21    | 4      | 2            | 0            | 0           | 0           | 0      | 0      | 0     | 0      | 23    | 4      |
| FC Twente            | 2016/17            | Eredivisie         | 29    | 6      | 1            | 0            | —           | —           | —      | —      | —     | —      | 30    | 6      |
| FC Twente            | Ogólnie            | Ogólnie            | 29    | 6      | 1            | 0            | 0           | 0           | 0      | 0      | 0     | 0      | 30    | 6      |
| Leeds United         | 2017/18            | Championship       | 5     | 0      | 1            | 0            | 4           | 0           | —      | —      | —     | —      | 10    | 0      |
| FC Utrecht (wyp.)    | 2017/18            | Eredivisie         | 14    | 1      | —            | —            | —           | —           | —      | —      | 2     | 0      | 16    | 1      |
| Leeds United         | 2018/19            | Championship       | 48    | 10     | —            | —            | 2           | 0           | —      | —      | —     | —      | 50    | 10     |
| Leeds United         | 2019/20            | Championship       | 45    | 6      | 1            | 0            | 1           | 1           | —      | —      | —     | —      | 47    | 7      |
| Leeds United         | 2020/21            | Premier League     | 35    | 4      | —            | —            | —           | —           | —      | —      | —     | —      | 35    | 4      |
| Leeds United         | 2021/22            | Premier League     | 33    | 1      | 1            | 0            | 3           | 0           | —      | —      | —     | —      | 37    | 1      |
| Leeds United         | 2022/23            | Premier League     | 14    | 0      | 0            | 0            | 2           | 2           | —      | —      | —     | —      | 16    | 2      |
| Leeds United         | Ogólnie            | Ogólnie            | 175   | 21     | 2            | 0            | 8           | 3           | 0      | 0      | 0     | 0      | 185   | 24     |
| Ogólnie w karierze   | Ogólnie w karierze | Ogólnie w karierze | 343   | 43     | 13           | 0            | 12          | 3           | 0      | 0      | 2     | 0      | 370   | 46     |

## Statystyki kariery reprezentacyjnej
(aktualne na dzień 22 września 2022)
| Reprezentacja | Rok     | Mecze | Bramki |
| ------------- | ------- | ----- | ------ |
| Polska        | 2011    | 1     | 0      |
| Polska        | 2013    | 5     | 1      |
| Polska        | 2014    | 4     | 0      |
| Polska        | 2018    | 5     | 1      |
| Polska        | 2019    | 8     | 0      |
| Polska        | 2020    | 7     | 0      |
| Polska        | 2021    | 8     | 0      |
| Polska        | 2022    | 3     | 0      |
| Ogólnie       | Ogólnie | 41    | 2      |

| Mecze i gole w reprezentacji | Mecze i gole w reprezentacji | Mecze i gole w reprezentacji | Mecze i gole w reprezentacji | Mecze i gole w reprezentacji | Mecze i gole w reprezentacji | Mecze i gole w reprezentacji |
| Lp.                          | Data                         | Miasto                       | Przeciwnik                   | Gol                          | Wynik                        | Rozgrywki                    |
| ---------------------------- | ---------------------------- | ---------------------------- | ---------------------------- | ---------------------------- | ---------------------------- | ---------------------------- |
| 1.                           | 05.06.2011                   | Warszawa                     | Argentyna                    |                              | 2:1                          | towarzyski                   |
| 2.                           | 14.08.2013                   | Gdańsk                       | Dania                        | Gol                          | 3:2                          | towarzyski                   |
| 3.                           | 06.09.2013                   | Warszawa                     | Czarnogóra                   |                              | 1:1                          | el. MŚ 2014                  |
| 4.                           | 10.09.2013                   | Serravalle                   | San Marino                   |                              | 5:1                          | el. MŚ 2014                  |
| 5.                           | 11.10.2013                   | Charków                      | Ukraina                      |                              | 0:1                          | el. MŚ 2014                  |
| 6.                           | 15.10.2013                   | Londyn                       | Anglia                       |                              | 0:2                          | el. MŚ 2014                  |
| 7.                           | 05.03.2014                   | Warszawa                     | Szkocja                      |                              | 0:1                          | towarzyski                   |
| 8.                           | 13.05.2014                   | Hamburg                      | Niemcy                       |                              | 0:0                          | towarzyski                   |
| 9.                           | 06.06.2014                   | Gdańsk                       | Litwa                        |                              | 2:1                          | towarzyski                   |
| 10.                          | 07.09.2014                   | Faro–Loulé                   | Gibraltar                    |                              | 7:0                          | el. ME 2016                  |
| 11.                          | 07.09.2018                   | Bolonia                      | Włochy                       |                              | 1:1                          | LN 2018/2019                 |
| 12.                          | 11.09.2018                   | Wrocław                      | Irlandia                     | Gol                          | 1:1                          | towarzyski                   |
| 13.                          | 11.10.2018                   | Chorzów                      | Portugalia                   |                              | 2:3                          | LN 2018/2019                 |
| 14.                          | 15.11.2018                   | Gdańsk                       | Czechy                       |                              | 0:1                          | towarzyski                   |
| 15.                          | 20.11.2018                   | Guimarães                    | Portugalia                   |                              | 1:1                          | LN 2018/2019                 |
| 16.                          | 21.03.2019                   | Wiedeń                       | Austria                      |                              | 1:0                          | el. ME 2020                  |
| 17.                          | 24.03.2019                   | Warszawa                     | Łotwa                        |                              | 2:0                          | el. ME 2020                  |
| 18.                          | 07.06.2019                   | Skopje                       | Macedonia Północna           |                              | 1:0                          | el. ME 2020                  |
| 19.                          | 10.06.2019                   | Warszawa                     | Izrael                       |                              | 4:0                          | el. ME 2020                  |
| 20.                          | 06.09.2019                   | Lublana                      | Słowenia                     |                              | 0:2                          | el. ME 2020                  |
| 21.                          | 09.09.2019                   | Warszawa                     | Austria                      |                              | 0:0                          | el. ME 2020                  |
| 22.                          | 10.10.2019                   | Ryga                         | Łotwa                        |                              | 3:0                          | el. ME 2020                  |
| 23.                          | 16.11.2019                   | Jerozolima                   | Izrael                       |                              | 2:1                          | el. ME 2020                  |
| 24.                          | 04.09.2020                   | Amsterdam                    | Holandia                     |                              | 0:1                          | LN 2020/2021                 |
| 25.                          | 07.09.2020                   | Zenica                       | Bośnia i Hercegowina         |                              | 2:1                          | LN 2020/2021                 |
| 26.                          | 07.10.2020                   | Gdańsk                       | Finlandia                    |                              | 5:1                          | towarzyski                   |
| 27.                          | 11.10.2020                   | Gdańsk                       | Włochy                       |                              | 0:0                          | LN 2020/2021                 |
| 28.                          | 14.10.2020                   | Wrocław                      | Bośnia i Hercegowina         |                              | 3:0                          | LN 2020/2021                 |
| 29.                          | 11.11.2020                   | Chorzów                      | Ukraina                      |                              | 2:0                          | towarzyski                   |
| 30.                          | 18.11.2020                   | Chorzów                      | Holandia                     |                              | 1:2                          | LN 2020/2021                 |
| 31.                          | 01.06.2021                   | Wrocław                      | Rosja                        |                              | 1:1                          | towarzyski                   |
| 32.                          | 14.06.2021                   | Petersburg                   | Słowacja                     |                              | 1:2                          | ME 2020                      |
| 33.                          | 19.06.2021                   | Sewilla                      | Hiszpania                    |                              | 1:1                          | ME 2020                      |
| 34.                          | 23.06.2021                   | Petersburg                   | Szwecja                      |                              | 2:3                          | ME 2020                      |
| 35.                          | 09.10.2021                   | Warszawa                     | San Marino                   |                              | 5:0                          | el. MŚ 2022                  |
| 36.                          | 12.10.2021                   | Tirana                       | Albania                      |                              | 1:0                          | el. MŚ 2022                  |
| 37.                          | 12.11.2021                   | Andora                       | Andora                       |                              | 4:1                          | el. MŚ 2022                  |
| 38.                          | 15.11.2021                   | Warszawa                     | Węgry                        |                              | 1:2                          | el. MŚ 2022                  |
| 39.                          | 01.06.2022                   | Wrocław                      | Walia                        |                              | 2:1                          | LN 22/23                     |
| 40.                          | 14.06.2022                   | Warszawa                     | Belgia                       |                              | 0:1                          | LN 22/23                     |
| 41.                          | 22.09.2022                   | Warszawa                     | Holandia                     |                              | 0:2                          | LN 2022/2023                 |

## Sukcesy

### PEC Zwolle
- Puchar Holandii: 2013/2014

## Życie prywatne
Jego ojcem jest Wojciech Klich, który do 2006 roku również występował jako profesjonalny piłkarz (rozegrał 84 mecze w pierwszej lidze), a obecnie pracuje w Cracovii jako trener zespołu juniorów.